# Serge Fauchereau
Serge Fauchereau (né le 31 octobre 1939 à Rochefort-sur-Mer) est un conservateur du patrimoine responsable des expositions Paris-New York, Paris-Berlin, Paris-Moscou, Europa-Europa, Futurismo et Futurismi, entre autres.

## Biographie
De 1973 à 1976, il est professeur de littérature américaine à l'Université de New York et à l'Université du Texas. Fauchereau devient ensuite commissaire d'expositions internationales, notamment au Centre Georges-Pompidou à Paris et dans d'autres institutions, comme le Palazzo Grassi à Venise, à la Kunsthalle de Bonn et la Tate Modern à Londres. Il a également été commissaire de la rétrospective Bruno Schulz au musée d'Art et d'Histoire du judaïsme à Paris, de l'exposition Mexique-Europe au Musée d'Art Moderne de Lille-Villeneuve d'Ascq, et de la rétrospective de German Cueto au musée national centre d'art Reina Sofia à Madrid.
- Théophile Gautier, Paris, 1972, les lettres nouvelles : Denoël
- Expressionisme, Dada, Surréalisme et autres ismes, (deux tomes - Tome 1 « domaine étranger », Tome 2 « domaine français »), Paris, 1976, les lettres nouvelles : Denoël, 267 p. et 287 p.
- Braque, Paris, 1987, Albin Michel
- Arp, Paris, 1988, Albin Michel
- Lecture de la poésie américaine, (Éd. augm. et ill.), Paris, 1998, ed. Somogy, 335 p. lire en ligne sur Gallica
- Peintures et dessins d'écrivains, Paris, 1991, Éditions Belfond, 224 p.
- Kazimir Malévitch , Paris, 1991, Cercle d'art , 220 p.
- Fernand Léger, un peintre dans la cité, Paris, 1994, Albin Michel
- Mondrian et l'utopie néo-plastique, Paris, 1995, A. Michel, 128 p.
- Dali, Paris, 2000, Cercle d'art, 64 p.
- Matisse, 1869-1954, Paris, 2002, Cercle d'art, 63 p.
- Gaston Chaissac, environs et aparté, Re-bus Italie 2000  143 p.
- Le cubisme, une révolution esthétique, sa naissance et son rayonnement, Paris, 2012, Flammarion, 253 p.
- Les peintres mexicains, 1910-1960 (la révolution, les calaveras, Diego Rivera, le muralisme, le stridentisme, José Clemente Orozco, David Alfaro Siqueiros, Paris, New York, les Contemporaneos, l'Atelier de gravure populaire, Frida Kahlo, Rufino Tamayo, Enrique Bryant, le surréalisme, la Ruptura), Paris, 2013, Flammarion, 255 p.